# Тома Кърджиев
Тома Антонов Кърджиев е български националреволюционер.

## Биография
Тома Кърджиев е роден през 1850 г. в с. Арбанаси, Горнооряховско. Десетгодишен се преселва със семейството си в Русчук. Принуден е едновременно да чиракува и да учи.
Будният и любознателен младеж започва първите си стъпки в обществено-културния живот на града в Русенското читалище „Зора“ (основано 1866).
Един от учредителите на Русенския частен революционен комитет на ВРО (декември 1871). През последвалите 5 години под различни псевдоними участва във всички действия на комитета.
По решение на комитета постъпва като учител в с. Червена вода с цел и там да бъде създаден комитет и да започне организирането на русенските села за въстание (1873). Проявява се като отличен преподавател и бързо спечелва сърцата на родители и ученици и пристъпва към трудната задача да организира населението за борба срещу поробителя. Създава Червеноводския частен революционен комитет, който разширява дейността си и в околните села.
През лятото на 1875 г. след приетото решение за Старозагорско въстание, започва трескавата подготовка и създава Червеноводската въстаническа чета. В последните дни преди излизането на четата, пише до Никола Обретенов:
“Аз не знам за какво друго сме се родили на света, ако не да умрем за свободата на Отечеството си.“
В навечерието на излизането е арестуван по донос на русенския митрополит Григорий Доростолски и Червенски. Обвинен е „че готви бунт против султана“ и няколко месеца е следствен в Старозагорския затвор.
През януари 1876 г. отново е в Русе. Продължителните изтезания в затвора не са сломили духа му и незабавно се заема да активизира комитета.
Активно се включва в подготовката на Априлското въстание (1876). Грижи се за прехвърлянето на оръжие от Румъния към Русе, Търново, Шумен, Ямбол и други градове, за изпращането на куриери и апостоли към съответните революционни окръзи. Застрашен от нов арест е принуден да избяга в Гюргево, откъдето продължава революционната си дейност. Голямата му мечта е да подготви чета в Русенско, която да включи във въстанието, но липсата на средства за въоръжаване пречи това да се осъществи.
Включва се активно в набирането на доброволци за избухналата Сръбско-турска война (1876).
Участва в Руско-турската война (1877 – 1878). Справя се блестящо с възложената му длъжност на разузнавач към щаба на 13-и корпус на генерал-лейтенант Александър Дондуков-Корсаков. Преоблечен в турски дрехи и отлично владеещ турски език, преминава фронтовата линия и събира ценни сведения за разположението и броя на турските части.
След Освобождението се включва активно в обществения живот на Русе. Един от организаторите на Бунта на русофилите (1887). След неговото потушаване е арестуван, осъден на смърт и разстрелян край Русе на 22 февруари 1887 г.